# 호쿠쇼 대학
호쿠쇼 대학(일본어: 北翔大学 ほくしょうだいがく[*], Hokusyo University)은 홋카이도 에베쓰시 붕쿄다이 23에 위치한 일본의 사립대학이다. 1997년에 설립되었다. 2005년 7월에는 7번째 자매결연 학교가 되는 하와이 대학과 제휴를 맺는 등 해외 교류가 활발하다.

## 연혁
- 1939년 북해 양장점 여학원 설립
- 1950년 준 학교법인 조직
- 1957년 학교법인 명칭을 아사이 학원으로 개칭
- 1963년 삿포로 시에 홋카이도 여자 단기대학 개학, 피복과 개설
- 1965년 복식미술과(구 피복과)에 과명 변경
- 1966년 공예미술과, 체육과 개설. 에베쓰 시 현재 위치에 홋카이도 여자 단기대학 이전.
- 1969년 초등교육학과개설
- 1970년 보건 체육과(구체육과)에 과명 변경
- 1987년 경영정보학과 개설
- 1991년 아사이 학원 오픈 컬리지(AOC) 개설
- 1997년 홋카이도 여자대학 개학. 인간 복지 학부(개호 복지학과, 생활복지학과) 개설. 홋카이도 여자대학 단기대학부(구 홋카이도 여자 단기대학)로 교명 변경. 복식미술학과(구 복식미술과), 공예미술학과(구 공예미술과), 보건체육학과(구 보건체육과)에 과명 변경. 홋카이도 여자대학 북방권 생활복지연구소 개설. 홋카이도 여자대학 평생학습 연구소 개설.
- 2000년 홋카이도 아사이 학원대학, 홋카이도 아사이 학원 대학 단기대학부로 교명 변경.대학 평생 학습시스템 학부(건강 플래닝 학과, 예술 미디어 학과) 개설
- 2001년 단기대학부 공예미술학과 폐지. 홋카이도 아사이 학원 대학 대학원 인간복지학 연구과 인간복지학 전공(석사과정) 개설. 대학 인간복지학부 복지심리학과 개설. 북방권 학술정보센터 개설.
- 2002년 북방권 학술정보 센터 연구 시설 「PORTO」완성
- 2003년 대학원 인간 복지학연구과 임상심리학 전공 개설. 단기대학부 인간종합학과 개설.
- 2004년 대학원 평생 학습 학연구과개설. 북방권 평생 스포츠 연구센터 개설
- 2005년 단기대학부 아동학과(구 초등교육 학과) 개설. 아사이 학원 대학(구 홋카이도 아사이 학원 대학), 아사이 학원 대학 단기대학부(구 홋카이도 아사이 학원 대학 단기대학부)로 교명 변경. 북방권 평생스포츠 연구센터 연구 시설 「SPOR」완성.
- 2007년 호쿠쇼 대학, 호쿠쇼 대학 단기대학부로 교명 변경.

## 학부
- 인간 복지 학부
  - 개호복지학과
    - 개호복지 코스
    - 지역 케어 코스

  - 생활복지학과
    - 사회복지 코스
    - 의료복지 코스
    - 복지 환경디자인 코스

  - 복지 심리학과
    - 임상심리 코스
    - 보건복지 코스
- 평생학습 시스템 학부
  - 건강 플래닝 학과
    - 건강 스포츠 코스
    - 건강 서포트 코스
    - 아웃도어 매니지먼트 코스
- 예술 미디어 학과
  - 미디어 디자인 코스
  - 미술 코스
  - 음악 코스
  - 공간디자인 코스
- 학습 코칭 학과

- 단기대학부
  - 인간 종합 학과
    - 복식 미술계
    - 스포츠 과학계
    - 양호보건계
    - 경영정보계
    - 무대예술계
    - 종합교양계
- 아동학과
- 아동 코스
  - 체육 전수
  - 음악 전수
  - 미술 전수
- 유아 코스
  - 체육 전수
  - 음악 전수
  - 미술 전수
- 보육 코스
  - 체육 전수
  - 음악 전수
  - 미술 전수

## 대학원
- 인간 복지 학연구과(석사과정)
  - 인간복지학 전공
  - 임상심리학 전공
- 평생 학습 학연구과(석사과정)
  - 평생학습학 전공

## 계열 학교
학교법인 홋카이도 아사이 학원의 운영하는 학교는 다음과 같다.
- 호쿠쇼 대학 단기대학부
- 전문학교 홋카이도 양장점 학원
- 아사히카와 조리사 전문학교
- 대마 유치원
- 제2 대마 유치원